# Beaulieu-sur-Oudon

Beaulieu-sur-Oudon este o comună în departamentul Mayenne, Franța. În 2009 avea o populație de 520 de locuitori.